# النور (مدينة البيضاء)

تعديل مصدري - تعديل

حارة النور هي إحدى حارات مدينة مدينة البيضاء أحد مدن محافظة البيضاء، بلغ تعداد سكانها 1654 نسمة حسب تعداد اليمن لعام 2004.